# Cyrestis themire
Cyrestis themire är en fjärilsart som beskrevs av Eduard Honrath 1884. Cyrestis themire ingår i släktet Cyrestis och familjen praktfjärilar. IUCN kategoriserar arten globalt som livskraftig. Inga underarter finns listade i Catalogue of Life.